# São João de Iracema
São João de Iracema là một đô thị ở bang São Paulo của Brasil. Đô thị này nằm ở vĩ độ 20º30'48" độ vĩ nam và kinh độ 50º21'08" độ vĩ tây, trên khu vực có độ cao 508 m. Dân số năm 2004 ước tính là 1.708 người. Đô thị này có diện tích 177,906 km². Sông São José dos Dourados chảy qua São João de Iracema.
Xa lộ SP-310 chạy qua đô thị này.